# Eslarn
Eslarn er en købstad (markt) i Landkreis Neustadt an der Waldnaab i Regierungsbezirk Oberpfalz i den tyske delstat Bayern.

## Geografi
Eslarn ligger i Planungsregion Oberpfalz-Nord.
Eslarn er på grund af sine rolige omgivelser en statsanerkendt rekreationsby; Medvirkende hertil er også fritidsanlæggene ved Atzmannsee i byens udkant.
Ud over Eslarn ligger i kommunen landsbyerne Burkhardsrieth, Gmeinsrieth, Heumaden og Pfrentsch.